# Echinopsis cajasensis
Echinopsis cajasensis ist eine Pflanzenart aus der Gattung Echinopsis in der Familie der Kakteengewächse (Cactaceae). Das Artepitheton cajasensis verweist auf das Vorkommen der Art bei Cajas in der bolivianischen Provinz Eustaquio Méndez.

## Beschreibung
Echinopsis cajasensis wächst in der Regel einzeln. Die abgeflacht kugelförmigen, grünen Triebe erreichen Durchmesser von bis zu 15 Zentimeter. Es sind 13 bis 25 schmale und scharfe Rippen vorhanden, die zwischen den Areolen mehr oder weniger gehöckert sind. Die darauf befindlichen ovalen Areolen sind weißlich. Die ein bis zwei abstehenden, bräunlich gelben Mitteldornen sind dunkel gespitzt. Die acht bis zwölf Randdornen sind bräunlich gelb bis fast weiß und weisen eine Länge von 0,7 bis 1,2 Zentimeter auf.
Die weißen Blüten erscheinen seitlich an den Trieben und öffnen sich in der Nacht. Sie werden bis zu 16 Zentimeter lang. Die eiförmigen, grünen Früchte sind bis zu 3 Zentimeter lang und weisen einen Durchmesser von 2 Zentimeter auf.

## Verbreitung und Systematik
Echinopsis cajasensis ist in Bolivien im Tarija in der Eustaquio Méndez in mittleren Lagen um 1500 Meter verbreitet.
Die Erstbeschreibung durch Friedrich Ritter wurde 1980 veröffentlicht.

## Nachweise